# دانشگاه کالیفرنیا، مرسد
دانشگاه کالیفرنیا، مرسد (به انگلیسی: University of California, Merced) دهمین و جدیدترین مؤسسه آموزشی ایالت کالیفرنیا می‌باشد که در «سن ژاکلین» در «مرسد» می‌باشد و اولین دانشگاه تحقیقاتی است که در قرن بیست و یکم ساخته شده‌است.

## نگارخانه

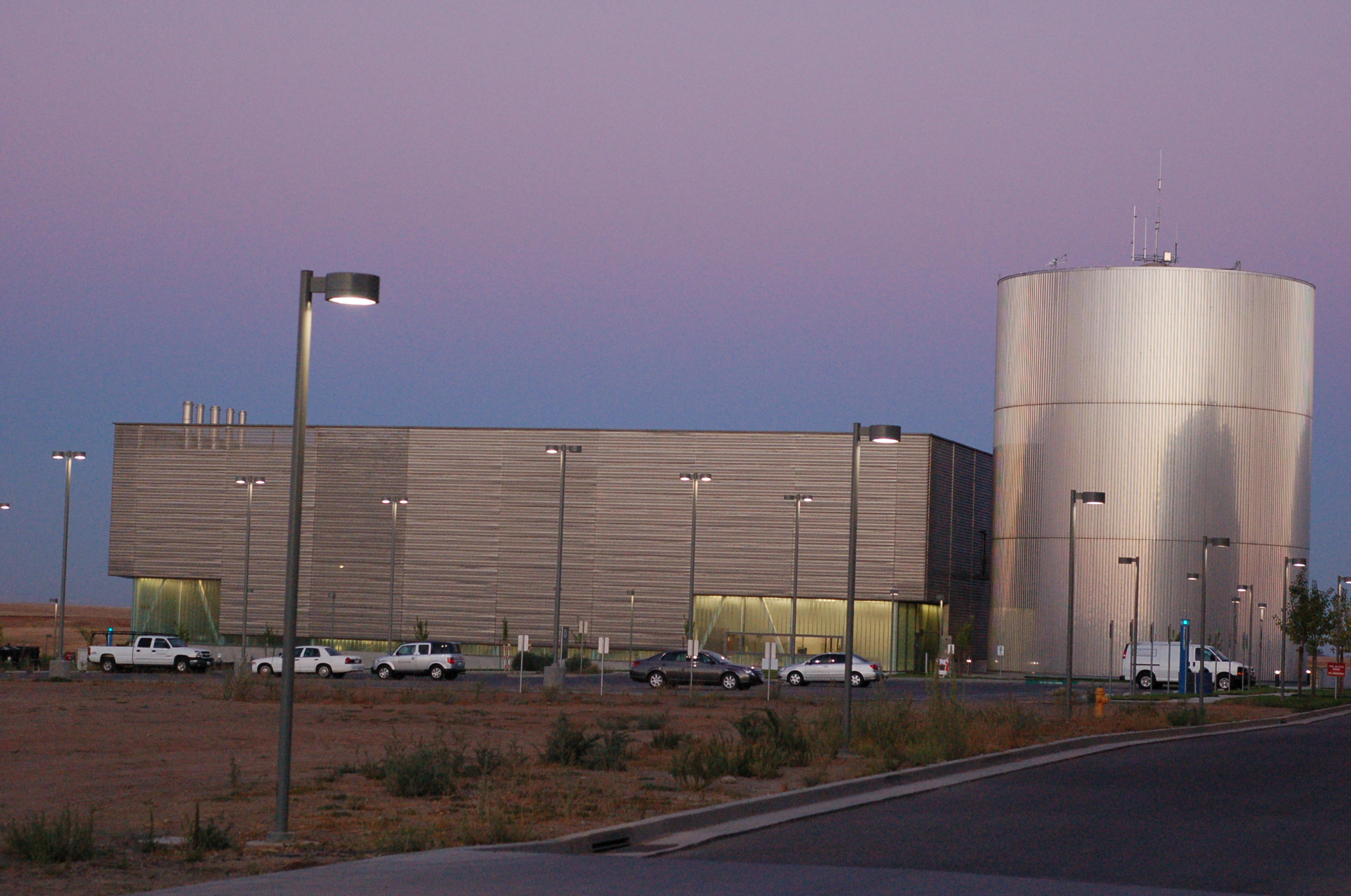